# Phaulodinychus orchestiidarum
Phaulodinychus orchestiidarum is een mijtensoort uit de familie van de Uropodidae. De wetenschappelijke naam van de soort is voor het eerst geldig gepubliceerd in 1887 door Barrois.